# ثلم ناصف للسان
الثلم الناصف للسان هو انخفاض طولاني قليل العمق على ظهر اللسان يقسمه إلى نصفين متناظرين. يمتد الثلم الناصف من ذروة اللسان في الأمام وحتى الثقبة العوراء في الخلف والتي ينشأ منها ثلم آخر بالاتجاه الوحشي هو الثلم الانتهائي.